# Sychnomerus barbiger
Sychnomerus barbiger là một loài bọ cánh cứng trong họ Cerambycidae.